# Micofobia
La micofobia es el miedo (o fobia) a las setas y/u hongos. No es un fobia muy común, pero al igual que otras fobias, ésta se expresa como un miedo irracional e injustificado (aparentemente). Generalmente se produce por la creencia general de que todos los hongos son potencialmente venenosos, pero también puede ser egodistónico. Hay ocasiones en que este miedo se origina por experiencias traumáticas durante la niñez o la pubertad.

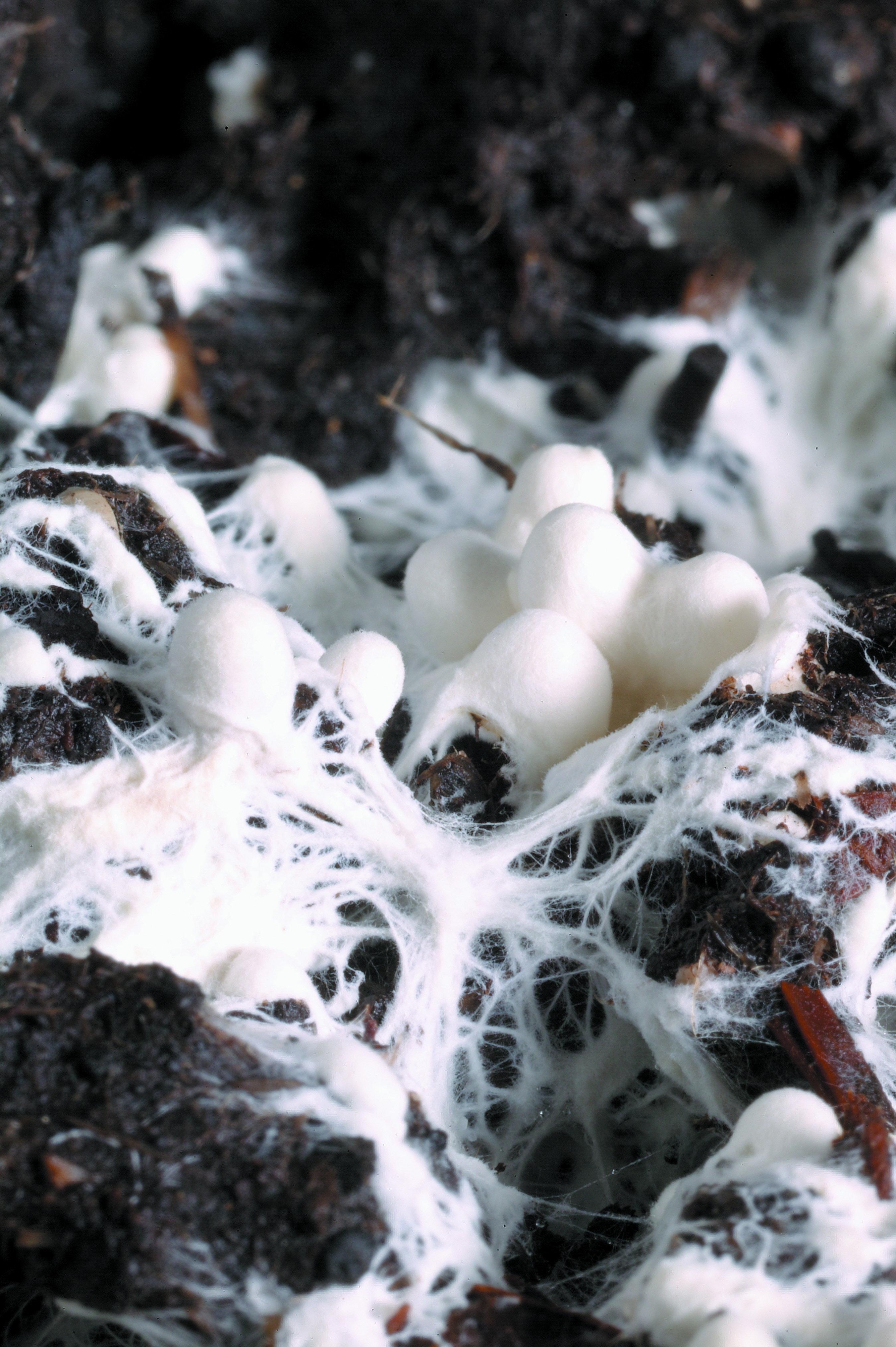
Micelio y carpóforos de champiñón en cultivo.

Los síntomas presentes en personas que padecen micofobia generalmente son:
- Aumento de la frecuencia cardíaca
- Sudoración excesiva.
- Temblor o estremecimiento.
- Dificultad para respirar.
- Atragantamiento que puede resultar fatal.
- Dolores en la caja torácica.
- Dolores estomacales (puede tener como consecuencia vómito).
- Mareos y/o desmayos.
- Ataque de pánico.
- Escalofrío.

Un caso histórico de micofobia ocurrió durante la conquista española, cuando llegaron frailes españoles a América y se encontraron con los mexicas (Aztecas), quienes usaban los hongos psilocybes en rituales y ceremonias religiosas (además de otras ceremonias consideradas "poco ortodoxas" por los españoles). Por esta razón, los frailes asociaron los hongos con la brujería, satanismo, el anticristo y especialmente el pecado, creando un tabú principalmente en Europa Occidental (en parte por la característica alucinógena de las setas) hasta el punto de ser olvidadas casi por completo.
- Datos: Q6013091